# Felice Feliciano
Felice Feliciano, detto l'Antiquario (Verona, 1433 – Roma, 1479), è stato un umanista italiano, amanuense, calligrafo e rilegatore.

## Biografia

### I primi anni e le origini familiari
L'autore nasce nell'agosto del 1433 a Verona da famiglia di modeste condizioni.

### Il primo impiego come copista e la formazione
La sua formazione culturale avvenne a Verona, dove divenne presto uno scriptor, cioè un calligrafo, copista e rilegatore di professione e fu incaricato di copiare i codici del duomo e dell'abbazia di San Zeno. È in questo ambiente che conosce due umanisti che influirono notevolmente sulla sua formazione culturale: Martino Rizzoni e Ciriaco d'Ancona. Quest'ultimo era un appassionato ricercatore di epigrafi, e trasmise la sua passione al Feliciano che viaggiò in tutta Italia alla ricerca di epigrafi e di oggetti dell'antichità, e ancora molto giovane compilò due sillogi contenenti epigrafi raccolte nel nord Italia dedicandole all'amico Andrea Mantegna.

## Le opere

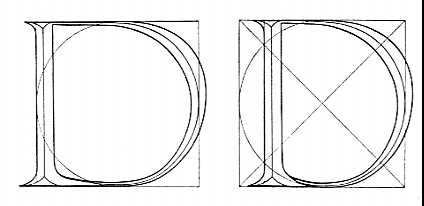
Disegno per la lettera 'D', da Felice Feliciano, Alphabetum Romanum [Codex Vaticanus 6852].

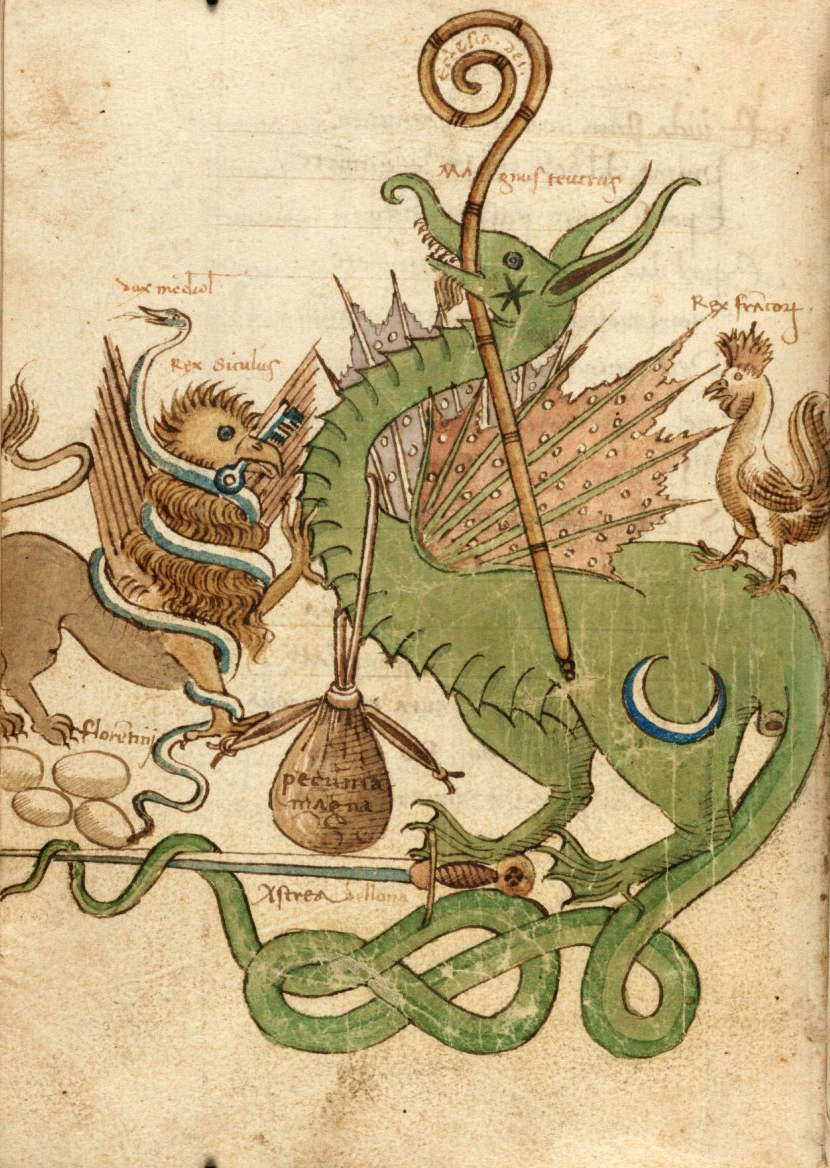
Composizione disegnata da Feliciano (ms. Typ 157, Houghton Library) e appartenente a una collezione collettiva (1470-1471).

### Alphabetum Romanum
Nel 1460 l'interesse per le epigrafi lo portò a ricostruire graficamente su carta l'Alphabetum Romanum, che è attualmente custodito nel ms.Vat.lat.6852, dove l'autore disegna l'intero alfabeto latino con lettere alte 8 cm, a due colori; completava l'opera una serie di ricette per preparare inchiostri di diversi colori.

### Iubilatio
Nell'anno 1464 scrisse la Iubilatio, un resoconto di una gita compiuta quell'anno sulle coste del Lago di Garda: è la rievocazione in termini piuttosto fantasiosi e idilliaci del pellegrinaggio archeologico dello stesso Feliciano in compagnia degli amici Mantegna, Giovanni Marcanova e Samuele da Tradate, un cortigiano di casa Gonzaga. Il testo è diviso in due parti, ognuna resoconto di una delle due giornate: Memuratu digna (23 settembre 1464) e Iubilatio (24 settembre 1464). Nel testo descrive come le vestigia dell'antichità siano incastonate in una natura idealizzata di orti paradisiaci, profumata di rose e ombreggiata da rami frondosi; realtà in cui i protagonisti si immergono, alla ricerca di iscrizioni e oggetti antichi, concludendo il viaggio fantastico con una visita al tempio della beata Vergine per rendere grazie delle meraviglie delle quali sono stati partecipi.

### Collectio Antiquitatum
Nel 1465 in collaborazione con l'amico Giovanni Marcanova compila la  Collectio antiquitatum , una raccolta di testi e disegni che descrive e cataloga i principali monumenti e oggetti dell'antica Roma includendo ponti, sarcofagi, epigrafi, disegnati utilizzando inchiostri di colore marrone e oro, accompagnati da illustrazioni di bestie mitologiche e raffigurazioni classiche.

## Gli anni dell'alchimia e gli epistolari
Negli anni 70 e 80 del XV secolo avvenne una sorta di risveglio profetico nelle coscienze di molti: i temi trattati negli scritti dell'epoca riguardano principalmente attese di punizione per la corruzione della Chiesa, e il presunto avvento di un Papa e di un anticristo che determineranno la fine del mondo. Il Feliciano copia i codici di questo periodo interiorizzandone i temi profetici, al punto che in alcuni codici inserisce delle piccole illustrazioni raffiguranti l'anticristo e riferimenti biblici.
Dagli anni settanta in poi si dedica ad esplorazioni intellettuali ancora più bizzarre, impiegandosi nello studio dell'Alchimia. È proprio in questo periodo che si concentrò sulla scrittura epistolare, indirizzando lettere agli amici anche per cercare impiego e dimora, ma soprattutto, per celebrare l'amicizia che lo legava ai vari destinatari. Le sue epistole prendono spunto da esperienze di vita, con la narrazione di vicende reinterpretate e moralizzate in chiave classica. Le epistole sono state raccolte in alcuni codici, fra questi il ms. 3039 custodito presso la biblioteca civica di Verona, e il ms C.II.14 custodito alla biblioteca Queriniana di Brescia.
Gli anni ottanta sono molto frenetici per l'autore che si sposta frequentemente tra Roma, Siena, e Ferrara. In questo periodo attraversa una fase di revisione e risistemazione delle sue opere, e compia antologie di rime ed epistolari, qui scrive l'epistolario oggi conservato presso la biblioteca civica di Verona, che raccoglie soltanto una ventina di lettere il cui filo conduttore è il tema dell'amicizia.

## Gli epistolari
Le lettere di Feliciano sono trasmesse da quattro codici. Il più antico di questi è il ms Canoniciano Italiano 15 custodito presso la Bodleian Library di Oxford, autografo, mutilo e dedicato a Dominicus , un destinatario non immediatamente riconoscibile, anche se lo studiso Martin Lowry sostiene si tratti di un amico Veneziano. Il codice contiene 26 modelli di lettere, tre delle quali non compaiono negli altri epistolari.
Il secondo testimone in ordine di stesura, è il ms. Harley 5271 , conservato presso la British Library di Londra, è autografo, e l'autore lo dedica al notaio bolognese Alberto Canonici. I manoscritto è suddivisibile in tre parti distinte: nella prima parte troviamo 112 epistole (di cui 41 non compaiono nel codice bresciano) scritte tra il 1472 e il 1473, successivamente incontriamo una sezione che presenta diversi modelli di lettera, e infine si trova la prima redazione del romanzo epistolare sull'amicizia, che nella forma più compiuta si trova nel manoscritto veronese. Il codice 3039, che si trova presso la biblioteca Civica di Verona, è autografo e fu confezionato probabilmente a Verona dopo il 1475.È un codicetto scritto con inchiostro azzurro, che tramanda 21 lettere legate tra loro dal tema dell'amicizia. Le epistole citano esempi di moralità prese dai classici, e celebrano l'amicizia come la più solenne forma di elevazione dello spirito. L'ultimo manoscritto in ordine di redazione è il C.II.14, conservato presso la biblioteca Queriniana di Brescia: il codice tramanda 156 componimenti, che furono copiati probabilmente dopo la morte dell'autore da una mano diversa da quella del Feliciano.

### L'ultimo soggiorno a Roma
Nel frattempo si trasferisce a Roma, qui il suo protettore divenne Francesco Porcari a cui dedicò la seconda raccolta di epistole conservata presso la biblioteca Queriniana.
Le ultime lettere contenute nel secondo epistolario risalgono al 1479, e sono inviate dalle Selve della Storta, località vicino a Roma dove l'autore rimane dal 1479 per sfuggire alla peste che in quel tempo mieteva vittime principalmente nelle città. Appare una realtà quasi decameroniana in quanto l'autore con il proposito di intrattenere scrive lettere che diventano vere e proprie novelle. Proprio nelle  Silve dela Storta  si presume sia poi deceduto, dal momento che nelle epistole esprime il desiderio di tornare in città, ma in seguito si perde ogni traccia dell'autore. Muore così nei pressi di Roma attorno al 1479.